# Imamgarh
Imamgarh o Imam Garh (urdú: امام گڑھ) és una fortalesa en ruïnes al Pakistan, província del Sind, districte de Khairpur, a l'antic principat de Khairpur. El 1843 s'hi va refugiar el sobirà del Sind, Mir Rustam Khan Talpur, per la seva fama d'inexpugnable i la seva situació al desert; però Sir Charles Napier el va perseguir amb una força muntada de camells i Mir Rustam es va rendir; Napier va destruir el fort amb la pròpia pólvora que hi va trobar.